# 6월의 일기
"6월의 일기"는 2005년에 개봉한 대한민국의 영화이다.

## 줄거리
같은 학교에 다니는 두 소년이 살해당한다. 그들의 위장에는 다음 희생자를 묘사하는 일기 조각이 담긴 캡슐이 들어있다. 살인범이 같은 학교에 있을 가능성을 의심한 형사 추자영(신은경)은 신참 파트너 김동욱(에릭)과 함께 학교를 수색하여 일기 발췌문과 일치하는 필체를 찾는다. 마침내 일치하는 필체를 찾았을 때, 그들은 글을 쓴 학생 진모가 한 달 전에 교통사고로 이미 죽었다는 말을 듣는다. 자영과 동욱이 진모의 비밀 일기를 발견하면서 다음 희생자에 대한 더 많은 단서가 드러난다. 그들은 또한 진모가 학교 친구들에게 괴롭힘을 당했으며, 더 어두운 비밀이 밝혀져야 한다는 것을 발견한다.

## 캐스팅
- 신은경 : 추자영 역
- 김윤진 : 서윤희 역
- 에릭 : 김동욱 역
- 윤주상 : 양 반장 역
- 맹세창 : 장준하 역
- 김진호 : 여진 모 역
- 김성하 : 동료형사 1 역
- 염상태 : 동료형사 2 역
- 한상철 : 동료형사 3 역
- 전헌태 : 동료형사 4 역
- 조연호 : 수사과장 역
- 손민석 : 윤 선생 역
- 조중휘 : 강상근 역
- 박범규 : 송인우 역
- 변창석 : 차강태 역
- 김지민 : 최해준 역
- 문준호 : 이규철 역
- 우준영 : 강철우 역
- 장기범 : 귀공자 역
- 김성은 : 덩치 역
- 이요섭 : 족제비 역
- 유현지 : 깻잎녀 역
- 김건호 : 상담실학생 역
- 허남일 : 부검의 역
- 강민 : 어린 진모 역
- 박신영 : 어린 자영 역
- 김꽃비 : 어린 윤희 역
- 노정명 : 희정 역
- 오정세 : 소매치기 역
- 김수련 : 인질녀 역
- 송준호 : 과수대원 역
- 박현주 : 여경 역
- 김성호 : 불량남 1 역
- 박혁민 : 불량남 2 역
- 김경민 : 퀵서비스맨 역
- 박현영 : 동욱친구 역
- 지성진 : 그래피티 역
- 이길천 : 그래피티 역
- 이재열 : 그래피티 역
- 이윤상 : 지하철추행남 역
- 이지영 : 지하철여대생 역
- 박진수 : 폴리스라인순경 역
- 강재병 : 감식반 역
- 이지현 : 간호사 역
- 이상기 : 강태 부 역
- 이정호 : 진모 부 역
- 박근혜 : 기상캐스터 역
- 우봉식 : 파출소순경 역 (우정출연)